# Елей
Еле́й (дав.-гр. Ηλείος) — ім'я кількох персонажів давньогрецької міфології:
- Елей — син Посейдона та Евкріди. Коли Етол, його дядько по матері, був відправлений на заслання, Елей став королем регіону, який надалі назвали на його честь Елідою. У нього був син Огіг.
- Елей — також король Еліди. Саме під час його правління геракліди зібрались під керівництвом синів Арістомаха, щоб спробувати повернутися до Пелопоннесу.
- Елей — син Тантала.